# Fissidens berterii
Fissidens berterii là một loài Rêu trong họ Fissidentaceae. Loài này được (Mont.) Müll. Hal. mô tả khoa học đầu tiên năm 1848.